# مسجد دارما كيدانغو
مسجد دارما كيدانغو هو مسجد يقع في شارع انغابا نايكن في حي جورج تاون في تشيناي في الهند , ويعتبر مسجد دارما كيدانغو أقدم مسجد في موثيالبت , وقد تم هدم المسجد الأصلي وبنائه من جديد من الحجر في عام 2008.